# Douglas DT
Le Douglas DT est un bombardier-torpilleur américain des années 1920 qui fut utilisé par l'United States Navy

## Historique
Le Douglas DT-1 apparaît en 1921 comme un appareil torpilleur à moteur Liberty de 400 ch avec des radiateurs latéraux. Il est développé en biplace DT-2, un biplan à une seule nacelle extrêmement solide avec un moteur Liberty de 450 ch et un radiateur de nez. Son fuselage est constitué de tubes d’acier soudés renforcés par des barres d’accouplement et comportant des goussets de raidissement. Il est construit en trois sections : la section du moteur, la section centrale et la queue, les deux premières recouvertes d’aluminium alors que la queue est entoilée. Les surfaces verticales de la queue sont des cadres en bois tandis que les plans horizontaux comportent des tubes d’acier. Les ailes comportent des poutres de caisson et des nervures en bois avec entoilage. L’aile supérieure est constituée de trois panneaux tandis que l’aile inférieure n’en comporte que deux. Le train d’atterrissage a une voie de 3 m bien que DT-2 puisse être équipé de deux longs flotteurs en bois. 
Un total de 80 DT-2 sont produits aux États-Unis, la plupart sont destinés à l’US Navy, quelques-uns recevant le nom de SDW-1 en même temps que deux flotteurs. De plus, cinq modèles sont exportés en Norvège et au Pérou. Ce dernier a un moteur Wright de 650 ch et est utilisé depuis la base aérienne d’Ancon à 20 miles de Lima qui est alors louée par l’US Navy auprès du gouvernement péruvien. Enfin, sept DT-2 sont construits sous licence en Norvège. Le DT-2 entre en service avec l’US Navy à partir de 1922. Durant leurs quatre années de service, ils sont utilisés à titre expérimental depuis l'USS Langley. 
Plusieurs versions apparaissent par la suite en équipant des DT-2 de nouveaux moteurs. Le plus significatif est le bombardier DT-4 à moteur Wright T-2 de 650 ch capable de transporter une charge de 748 kg de bombes.

### Tour du monde
Quatre sont transformés en Douglas World Cruise pour un tour du monde aérien du 17 mars au 28 septembre 1924 pour la United States Army Air Service. Ils quittent Seattle pour un tour du monde aérien avec escales. Deux de ces appareils, le Chicago et le New Orleans, parviennent à boucler le parcours en se posant à Seattle le 28 septembre suivant après 371 heures et 11 min de vol. Ce tour du monde comprend, notamment, la première traversée de l'Atlantique Nord dans le sens Ouest-Est avec escales (quatre appareils plus un appareil italien, mais ce dernier sombre en mer et l'équipage est miraculeusement sauvé) et la première traversée du Pacifique avec escales (trois appareils).